# Открито първенство на Швеция 2013
Открито първенство на Швеция 2013 е турнир, провеждащ се в шведския град Бостад от 6 до 14 юли при мъжете и от 13 до 21 юли при жените. Това е 66-ото издание от ATP Тур и 5-ото от WTA Тур. Турнирът е част от сериите 250 на ATP Световен Тур 2013 и категория Международни на WTA Тур 2013.

## Сингъл мъже
- Карлос Берлок побеждава  Фернандо Вердаско с резултат 7–5, 6–1.

- Това е първа титла за Берлок в кариерата му.

## Сингъл жени
- Серина Уилямс побеждава  Йохана Ларсон с резултат 6–4, 6–1.

- Това е 7-ата титла на Уилямс за сезона и общо 53-та в кариерата ѝ.

- За Ларсон това е трети загубен мач от общо три изиграни финала.

## Двойки мъже
- Николас Монро /  Симон Щадлер побеждават  Карлос Берлок /  Алберт Рамос с резултат 6–2, 3–6, [10–3].

## Двойки жени
- Анабел Медина Гаригес /  Клара Закопалова побеждават  Александра Дюлгеру /  Флавия Пенета с резултат 6–1, 6–4.